# Długi Gronik
Der Długi Gronik ist ein Berg in den polnischen Mittleren Pieninen, einem Gebirgszug der Pieninen, mit 569 Metern Höhe in den Pieninki. Der Gipfel liegt ungefähr 150 Meter über dem Tal des Dunajec.

## Lage und Umgebung
Der Długi Gronik liegt im Hauptkamm der Pieninen in einer Schleife des Flusses. Südlich, östlich und nördlich des Gipfels liegt der Dunajec-Durchbruch, nördlich liegt das Tal der Krośnica.

## Etymologie
Der polnische Name Długi Gronik lässt sich als Langer Bergrücken übersetzen.

## Tourismus
Der Berg liegt im Pieninen-Nationalpark. Er ist für Touristen nicht zugänglich. Er ist jedoch von der Sokolica und dem Pieninenweg gut sichtbar.